# 高瀬ゆり子
高瀬ゆり子（1960年10月3日 - ）、大宮ゆり子、のぶめは、日本のアニメーター。神奈川県川崎市出身。東京デザイナー学院の卒業生である。

## 主な参加作品

### テレビアニメ
1979年
- ザ☆ウルトラマン

1980年
- あしたのジョー2

1981年
- おはようスパンク（動画）
- じゃりン子チエ（動画）
- 新・ど根性ガエル（動画）
- 六神合体ゴッドマーズ（動画）
- ダッシュ勝平

1982年
- ゲームセンターあらし（動画）
- タイガーマスク二世
- 愛の戦士レインボーマン
- ゴールドライタン
- まんが 水戸黄門
- 超時空要塞マクロス（動画）

1983年
- 装甲騎兵ボトムズ（動画）
- レディジョージィ（動画）
- ストップ!! ひばりくん!（動画）
- キャプテン翼（原画）
- バイファム （動画）

1984年
- とんがり帽子のメモル（原画）
- ガラスの仮面（動画）

1985年
- 機動戦士Zガンダム (動画）
- ダーティペア（動画）
- ダンクーガ（動画）
- レイズナー（動画）

1986年
- 機動戦士ガンダムZZ（動画）
- 聖闘士星矢（動画）

1987年
- 北斗の拳2（動画）

1988年
- 鎧伝サムライトルーパー（動画）

2005年
- 創聖のアクエリオン（原画）

2006年
- 地獄少女 二籠（原画）

2018年
- BORUTO-ボルト- NARUTO NEXT GENERATIONS（作画監督）

2019年
- バミューダトライアングル 〜カラフル・パストラーレ〜（演出・作画監督）
- からくりサーカス（作画監督）
- ソウナンですか?（作画監督）

2020年
- ARP Backstage Pass（作画監督）
- 宇崎ちゃんは遊びたい!（作画監督）
- モンスター娘のお医者さん（作画監督）

2021年
- 異世界魔王と召喚少女の奴隷魔術Ω（作画監督）
- カノジョも彼女（プロップデザイン）
- MUTEKING THE Dancing HERO（作画監督）

2022年
- Extreme Hearts（作画監督）

2023年
- お隣の天使様にいつの間にか駄目人間にされていた件（作画監督）
- 事情を知らない転校生がグイグイくる。（作画監督）
- 豚のレバーは加熱しろ（作画監督）

### 劇場アニメ
- 綿の国星（1984年、動画）
- アリオン（1986年、動画）
- ピチューとピカチュウ（2000年、原画）

### OVA
- くりいむレモンシリーズ（1984年、動画）